# 苏联人民代表大会

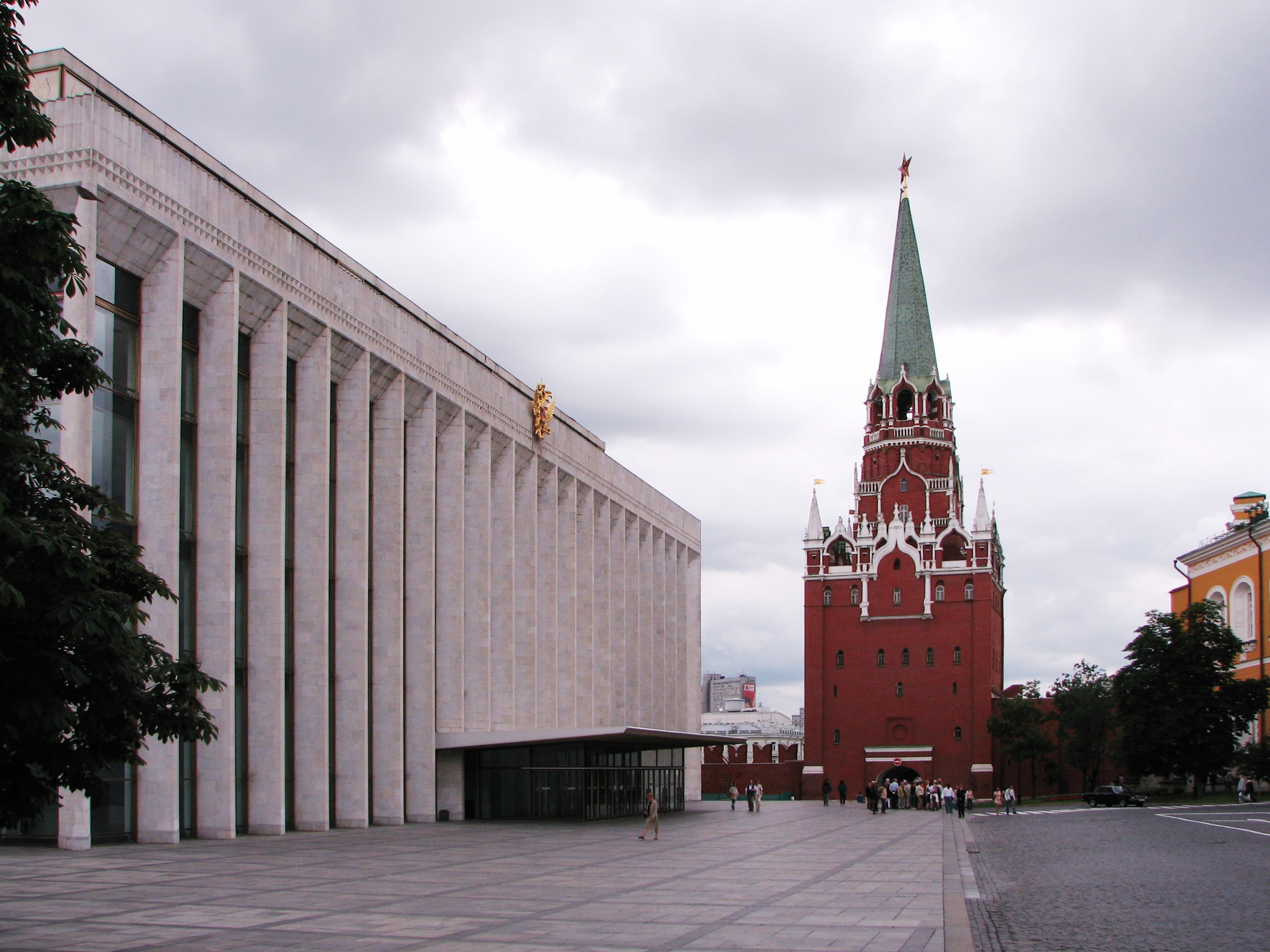
蘇聯人民代表大會會址-國家克里姆林宮

苏联人民代表大会（Съезд народных депутатов СССР）是1989年5月25日至1991年9月5日苏联的最高立法机关，它负责选举苏联最高苏维埃，在苏联人民代表大会闭会期间，由苏联最高苏维埃代行其职权，1991年改制成蘇聯國務委員會。

## 背景
成立苏联人民代表大会是苏共中央总书记戈尔巴乔夫的改革计划的一部分，1988年6月苏共中央通过《关于苏联社会民主化和政治体制改革》的决议，1988年12月，苏联最高苏维埃通过决议，设立苏联人民代表大会为苏联的最高立法机关，自此，苏联人民代表大会成立的法律准备工作完成。
苏联人民代表大会的权力为负责审理和解决属于苏联权限内的一切问题，享有苏联宪法所赋予的全部权力和职能，其中主要是：
- 通过和修改苏联宪法
- 批准成立新的自治共和国和自治州
- 确定苏联的国家疆界
- 批准各加盟共和国之间的疆界变更
- 确定苏联的对内对外政策的基本方针
- 批准苏联的远景国家计划和全苏经济和社会发展的最重要纲领
- 选举苏联最高苏维埃及其主席和第一副主席
- 批准苏联部长会议主席，苏联人民监督委员会主席，苏联最高法院院长，苏联总检察长，苏联国家总仲裁员的任命
- 选举苏联宪法监督委员会
- 废除苏联最高苏维埃以及各加盟共和国和自治共和国最高权力机关所通过的与苏联宪法相抵触的法律文件

苏联人民代表大会每届任期5年，代表大会的例会每年召开1次，苏联人民代表大会负责选举苏联最高苏维埃，苏联人民代表大会的常设机关是苏联最高苏维埃，在苏联人民代表大会闭会期间，苏联最高苏维埃代行其职权。

## 选举
- 750名代表是根据苏联最高苏维埃联盟院的选举办法按人口比例从选区中选出，每257300名选民中产生1名代表。
- 750名代表是根据苏联最高苏维埃民族院的选举办法产生，每个加盟共和国选举代表32人，每个自治共和国选举代表11人，每个自治州选举代表5人，每个自治专区选举代表1人[1]。
- 750名代表是从“社会团体”中选举产生，如苏联共产党、苏联列宁主义青年团、工会等。

## 历次会议召开时间
苏联人民代表大会总共召开了4次：
- 1989年5月25日—1989年6月9日，苏联人民代表大会第一次会议
- 1989年12月12日—12月24日，苏联人民代表大会第二次会议。
- 1990年3月12日—3月15日，苏联人民代表大会第三次会议。
- 1990年12月17日—12月21日，苏联人民代表大会第四次会议。

## 重要事件
- 1990年3月14日，苏联人民代表大会第三次会议通过《关于设立苏联总统职位和苏联宪法(根本法)修改补充法》，取消《1936年苏联宪法》第六条有关苏联共产党是一切社会团体和国家机关的领导核心的规定，並决定设立苏联总统职位[2]，3月15日，戈尔巴乔夫被苏联人民代表大会选举为第一任苏联总统。